# 合原槻羽
合原 槻羽（あいはら きう、2002年8月8日 - ）は、日本の元AV女優。

## 略歴
2021年6月、ディープス専属女優としてAVデビュー。所属事務所はNAXプロモーション。
2021年10月をもって専属を離れ、企画単体女優となる。
2021年12月8日の公式ツイッターで活動休止を発表。復帰は未定としていたが、12月21日に「本当のやりたいをみつけた」として引退を発表。

## 人物
福岡県出身。
趣味は箱根駅伝を観ること・旅行・アニメ、特技は運動すること。実家にいるときからニューイヤー駅伝から箱根駅伝復路まで3が日駅伝を観る習慣がついている。特定の大学やチームのファンというわけではないものの、この影響で当人も中学時代に800メートル走の大会に出したことがある。ただし陸上部だったことはない。
高校3年の夏休みに同級生の彼と彼の家で初体験をしたが、デビュー前の男性経験はこの1人だけ。
新宿でディープスのスタッフに声を掛けられ、マジックミラー便に乗せられて撮影を交渉され断るが、エッチなことに興味があったことと有名になりたいという思いもあって、嫌なら辞めてしまえばいいと後日スタッフに自ら連絡したことがAV出演のきっかけ。
オナニーは、AV出演が決まってから「気持ちいい」を知っておこうと思ってするようになった。

## 作品

### アダルトDVD
- ショートカットが眩しいハツラツ笑顔の女子大生 18歳新人 合原槻羽 AVデビュー マジックミラー便では口説けなかったけれど… 『本当はエッチしてみたかったんだ!』（6月19日、ディープス）
- 合原槻羽 中出し解禁 3本番8発 18歳女子大生が初体験するオトナの生セックス（7月19日、ディープス）
- 合原槻羽 18歳 ぜ〜んぶ初体験! 4本番スペシャル（8月19日、ディープス）
- 汗と潮と恥ずかし汁まみれの絶頂セックス! 濃厚Special（9月21日、ディープス）
- 合原槻羽の青空ぶっかけファン感謝祭 素人男性たちを全力おもてなし!ザーメン抜きまくりツアー ごっくん・ぶっかけ・生中出し! 合計51発 〜ディープス専属卒業記念作〜（10月19日、ディープス）
- ウブな女子○生が指3本奥までブッ挿しマン汁垂れ流し自撮りオナニー! イッタ直後のおま○こにデカチンねじ込み即ハメ! 「ダメぇぇ!今イッちゃったばかりだよぉ!」 絶頂直後の超敏感ヒクヒクおま○こに怒涛のイクイクおかわり激ピストン!!（11月26日、赤面女子）
- お母さんに「ここで待ちなさい」と言われて…（11月27日、FIRST STAR）
- スカートの中、女の子の秘密 性に好奇心旺盛で発情中の思春期 きうちゃん（12月3日、SUKESUKE）
- 無邪気な締まりすぎ制服オナホール 綿パンからハミ出る超陰毛が卑猥な教え子を、性指導&絶倫プレイで弄ぶ変態先生の秘密の個撮動画（12月14日、オーロラプロジェクト・アネックス）[9]
- 痴女タクシードライバー 4 合原槻羽 〜制服の下に隠した淫乱ボディでデカチン男とSEXを愉しむ痴女ドライバー!（12月14日、セレブの友）
- とってもかわいい保育士の皆さん! 童貞くんにピンクの乳首をチューチュー吸わせてもらえませんか? 母性溢れる授乳手コキでガチ勃起したち●ぽをそのまま聖母のお股にぬぷっっ! 素人子宮に童貞ザーメン連続中出しスペシャル!（12月24日、赤面女子）
- 狙われたランニング女子 「そんなソソル格好で走るなんて、犯してくださいって言ってるようなもんだよ…w」（12月28日、オーロラプロジェクト・アネックス）

- 舐め好きフェラびっち中出し5発 SEXは好きだけど、ヤリマンだとは思われたくない誘われたら断らない明るい女子と楽しくエッチ 美容専門学生 きうちゃん（1月4日、ナンパJAPAN）
- いもうとのねっちょりマ○コいじり かわいい妹ちゃんと中出しせっくす（1月11日、ケートライブ）
- SOD女子社員 「あなたよりビンカンなM男社員を教えてください♥」 男女逆転高感度調査 女子社員が男子社員の感度をチェック! 暴発しまくりの12射精!（1月13日、SODクリエイト）※「原田美紀」名義
- 120%リアルガチ軟派伝説 vol.104 in 新潟（1月21日、プレステージ）
- ずっと好きだった幼馴染で念願の童貞喪失で朝まで無制限発射! 幼馴染の20歳の誕生日。大人になったボクらは2人でお酒を飲むが酔ったせいか本音でずっと好きだったと話してしまうボク。幼馴染は何と受け入れてくれて…。しかし童貞でどうしたらいいのか分からず受け身なボクに幼馴染は優しく受け止めてくれて…。そのままずっと無制限発射するほど若い2人は朝までセックスするのでした。（1月25日、Hunter）
- ナンパコNo.16 「早く帰った時には自炊する」社会人1年目のOLをナンパして連続中出し!（1月27日、FIRST STAR）
- 潜入!!噂のリンパマッサージ店 10 「裏オプション、いかがなさいますか?」（1月31日（レンタル）/2月10日（セル）、LEO）
- セーラー服美少女と完全主観従順性交 Vol.010（2月8日、BAZOOKA）
- 私、恥ずかしいけど…あなたの事が世界で一番だーいすき（2月8日、宇宙企画）
- シロウトなんなん進撃GP!! Episode1（2月11日、ホットエンターテイメント）
- ガチナンパ! 下着チェックだけの約束がソノ気にさせて赤面生ハメ! 特盛＋60分 106イキ! 13発中出し!（2月15日、ピーターズ）
- 最低パパ活J●を監禁お仕置き ナメ腐った態度を強烈バイブ突っ込んだままイカせまくり! 身も心も快楽堕ち… 絶対服従性奴●に変貌!!（2月15日、ABC）
- めいっこ 思春期の少女の一途すぎる純情な愛情 槻羽ちゃん（2月26日、JUMP）
- 昏睡中出しレ×プ フラれた腹いせに狙われた女子○生。（3月3日、MILK）
- 【完全主観】即尺即ハメOK美少女メイドと排卵日子作りエッチしよっ Vol.004（3月8日、BAZOOKA）
- 姪っ子と叔父さん 「きう」の記録（3月8日、ケートライブ）
- ケツ穴のシワまで丸見えにして、アナタだけに見せつけるオナニーで激イキする15人の女たち!（3月8日、セレブの友）
- 強引な媚薬キスで口内感度が上がり失禁しながらベロイキするJ○義妹（3月10日、ナチュラルハイ）
- ドM絶頂中毒 剛毛マ○コ生ハメ懇願 淫乱少女 中出し（3月13日、唾鬼）※「瀬野あずみ」名義
- 合原槻羽 5時間 COMPLETE BEST ハツラツ笑顔で全力SEX! 18歳女子大生のデビューから中出し、青空ぶっかけ卒業作品までの全5タイトル収録（3月15日、ディープス）※ベスト盤
- 『全然足りない!子供だと思って遠慮しないでいっぱい突いて!』 妹とお風呂に入っていたら大人顔負けの激しいベロチュウしながらの抱き着きSEXしてくるもんだから当然、理性なんかブッ飛んで何度も何度も膣奥まで激しく突いて何度も中出し!（4月26日、Hunter）
- 妊娠SEX中毒少女（4月26日、豊彦）※「充希」名義
- 素人ヘアヌード大図鑑 〜進学校に通う女子学生編（6月28日、S級素人）

### アダルトVR
- 数年ぶりに会った性に無頓着で無邪気すぎる姪っ子。 ノーブラで浮き乳首、薄着できわどいポーズのストレッチ、あげく「いつもはママと寝てるから」とボクとの添い寝でガマンは限界! 後ろからイタズラすると「ダメだよ…」なんて言いながらボクのチ○ポにタッチのOKサイン!「次は私の番〜!」とやっぱり無邪気に押し倒されました!!（2022年1月4日、Hunter）
- 童貞のボクがギャルのヤリマンマ○コをハードピストンで突いて突いてイカセまくる!!（7月13日、ワンズファクトリー）

### ネット配信
2021年
- 【若さハツラツP活】【隠れ美巨乳】【正統派美少女なまチン成敗ww】正統派美少女が秘めたるは美巨乳でした!!まさに至宝!!感度びんびん最高のサプライズ!!ばしばし友好的交渉の先に若まんにオジ生ちん挿入の未来がある!!しっかりずっぽりオクまで挿入&放出…最高です!!!/パパ活成敗/三十四人目（11月20日、プレステージプレミアム）※「きい」名義
- きう（11月21日、俺の素人-Z-）
- 【妄想主観】 あなただけの全肯定カノジョとひたすら幸せセックス（12月8日、エロタイム）
- 槻羽（12月15日、日払いちゃん）

2022年
- 垢抜けない見た目の女子校生_幼さが残るロリマンに妊娠不可避2連濃厚中出し（2月3日、インディ）

### イメージDVD
- Kiu じゃじゃ馬リミットブレイク（2021年9月2日、REbecca）
- AV女優（2021年11月26日、スパークビジョン）

### デジタル写真集
- AV女優（2021年10月22日、スパークビジョン）
- Kiu じゃじゃ馬リミットブレイク（2022年4月1日、REbecca）
- パパ活女子○生恥辱（2022年4月20日、ぽかぽか）

## 掲載

### 雑誌
- 月刊FANZA 2021年8月号（ジーオーティー） - インタビュー「HATSUMONO!」
- 週刊実話ザ・タブー 2021年10月9日号 Vol.150（日本ジャーナル出版） - インタビュー「AV女優インタビュー 合原槻羽」